# 馬努耶爾·別爾別良
馬努耶爾·別爾別良（波斯語：‎，1945年10月27日—），是一名畢業於劍橋大學的地球科學家；他的研究領域為地質學、遙測和環境工程，涉足的學科包括地震学、地质构造、古地震学等。

## 事業和成就
別爾別良祖籍迪亞巴克爾，其家人在亞美尼亞種族大屠殺時遷居至伊朗。別爾別良在英國的劍橋大學主修地球物理學、地震學和地震构造学，在1981年以博士學位畢業；此後，他回伊朗擔任研究員，曾在德黑蘭大學、塔比阿特莫达勒斯大学和欧申县学院任教。此外，別爾別良亦為大型水壩、發電廠、精煉廠、大型工廠等項目擔任顧問，為項目的選址和地震風險提供意見；這些項目包括布什爾核電廠、阿巴斯港精煉廠等。
別爾別良撰寫了超過170篇英語或波斯語的學術論文，這些論文分別刊載在荷蘭、加拿大、法國等地的学术期刊或書籍；他亦是倫敦地質學會、紐約科學院等学术機構的成員。
美國地質學會在2013年年度研討會的特別會議上嘉許了別爾別良，以表彰他對地球科學的長期研究和貢獻；別爾別良因而成為首位被美國地質學會表揚的亞美尼亞裔地球科學家，也成為首位被該學會表揚的伊朗地球科學家。伊朗多次在地震中蒙受巨大損失，別爾別良就曾對德黑兰的地震安全表示憂慮，認為當地可能會在大地震發生時面臨危險；伊朗民間記者網站Khodnevis形容別爾別良是科學界的神話，又認為他是一名真正的愛國者。